# تپه گرد شیخ زرد
تپه گرد شیخ زرد مربوط به هزاره اول قبل از میلاد - سدهٔ ۶ تا ۸ ه.ق است و در شهرستان ارومیه، بخش سیلوانا، دهستان مرگور، روستای شیخ زرد واقع شده و این اثر در تاریخ ۱۸ شهریور ۱۳۸۷ با شمارهٔ ثبت ۲۳۳۱۵ به‌عنوان یکی از آثار ملی ایران به ثبت رسیده است.